# فولوديمير سيدورينكو
فولوديمير سيدورينكو (بالأوكرانية: Сидоренко Володимир Петрович) مواليد 23 سبتمبر 1976 في إنيرهودار، الجمهورية الأوكرانية السوفيتية الاشتراكية، هو ملاكم أوكراني يصنف ضمن فئة وزن الديك. حقق بطولة رابطة الملاكمة العالمية. حقق الميدالية البرونزية في الألعاب الأولمبية الصيفية 2000.

## إحصائيات
خاض خلال مسيرته 27 نزالا، فاز في 22 وتعادل في 2 وخسر في 3. فاز بالضربة القاضية في 7 نزالا.

## الميداليات
| الميدالية | المسابقة                       |
| --------- | ------------------------------ |
| برونزية   | الألعاب الأولمبية الصيفية 2000 |

## روابط خارجية
- فولوديمير سيدورينكو على موقع بوكس ريك (الإنجليزية) (registration required)
- فولوديمير سيدورينكو على موقع أوليمبيديا (الإنجليزية)